# Porsche Tennis Grand Prix 1980
Porsche Tennis Grand Prix 1980 - жіночий тенісний турнір, що проходив на закритих кортах з килимовим покриттям Tennis Sporthalle Filderstadt у Фільдерштадті (Західна Німеччина). Належав до турнірів категорії AAA в рамках Colgate Series 1980. Відбувсь утретє і тривав з 3 листопада до 9 листопада 1980 року. Перша сіяна Трейсі Остін здобула титул в одиночному розряді, свій третій на цьому турнірі, й отримала за це 22 тис. доларів.

## Фінальна частина

### Одиночний розряд
Трейсі Остін —  Шеррі Екер 6–2, 7–5
- Для Остін це був 10-й титул за сезон і 20-й — за кар'єру.

### Парний розряд
Гана Мандлікова /  Бетті Стов —  Кеті Джордан /  Енн Сміт 6–4, 7–5

## Розподіл призових грошей
| Дисципліна       | П       | F       | ПФ     | ЧФ     | 1/8    | 1/16 |
| Одиночний розряд | $22,000 | $11,000 | $5,875 | $2,800 | $1,400 | $700 |

## Нотатки
1. ↑  Турніри з призовими для жінок принаймні 125 тис. доларів.[1]